# Aleksandr Qostiyev
Aleksandr Qostiyev, también escrito como Aleksandr Gostiyev  –en ruso, Александр Гостиев– (24 de enero de 1987) es un deportista azerbaiyano, de origen osetio, que compite en lucha libre. Ganó cuatro medallas en el Campeonato Europeo de Lucha entre los años 2012 y 2018.

## Palmarés internacional
| Campeonato Europeo | Campeonato Europeo | Campeonato Europeo | Campeonato Europeo |
| Año                | Lugar              | Medalla            | Categoría          |
| ------------------ | ------------------ | ------------------ | ------------------ |
| 2012               | Belgrado (Serbia)  | Medalla de bronce  | 74 kg              |
| 2016               | Riga (Letonia)     | Medalla de plata   | 86 kg              |
| 2017               | Novi Sad (Serbia)  | Medalla de plata   | 86 kg              |
| 2018               | Kaspisk (Rusia)    | Medalla de plata   | 86 kg              |